# Klenbuterol
Klenbuterol (łac. clenbuterolum) – wielofunkcyjny organiczny związek chemiczny stosowany jako lek z grupy β2-mimetyków, rozszerzający oskrzela. W Polsce nie jest stosowany w leczeniu ludzi, podobnie jak w Stanach Zjednoczonych. W krajach europejskich został wycofany z lecznictwa w 1988, po aferze z DES. Pomimo tego notuje się wzrost nielegalnego stosowania klenbuterolu u ludzi (tzw. chemiczna liposukcja lub jako doping w niektórych dyscyplinach sportowych) oraz zwierząt hodowlanych, którym jest podawany w celu przyspieszenia wzrostu i zwiększenia masy tkanki mięśniowej.
W Stanach Zjednoczonych, Belgii i Holandii jest dopuszczony do użytku weterynaryjnego, do leczenia ciężkiej postaci astmy u koni.

## Działanie i dawkowanie
Klenbuterol jest agonistą receptorów β2-adrenergicznych, o podobnym działaniu do efedryny, ale mającym silniejsze i dłużej utrzymujące się działanie stymulujące i termogenne. Powoduje zwiększenie objętości oddechowej, stymuluje ośrodkowy układ nerwowy, zwiększa ciśnienie krwi i, w rezultacie, dowóz tlenu do tkanek. Nasila katabolizm tłuszczów i białek organizmu, jednocześnie hamując syntezę glikogenu. Ma działanie rozkurczające na mięśniówkę gładką, jest zatem lekiem rozkurczającym oskrzela i tokolitycznym. Działa sympatykomimetycznie na obwodowy układ nerwowy.
Zazwyczaj podawany jest w dawce 20–60 μg/dzień (dla koni 1,5 μg/kg masy ciała/dzień w dwóch dawkach, maksymalnie przez 10 kolejnych dni). Nie powinno się przekraczać dawki 150 μg/dzień. W weterynarii podawany jest zazwyczaj w postaci powolnych iniekcji dożylnych.

## Działania niepożądane
W przypadku podawania klenbuterolu koniom w celach terapeutycznych, zaobserwowano następujące działania niepożądane:
- tachykardię
- pocenie się
- obniżenie ciśnienia tętniczego
- drżenie mięśni
- podenerwowanie
- spowolnienie

Eksperyment przeprowadzony przez anatomopatologów z uniwersytetu w Kordobie na świniach wykazał, że podawanie klenbuterolu przez 3 miesiące prowadziło do niekorzystnych zmian morfologicznych w tkance jąder, zaburzenia procesu dojrzewania plemników i obniżenia płodności. Naukowcy wysunęli hipotezę, że klenbuterol w wysokich dawkach działa stresogennie na komórki.

## Interakcje i środki ostrożności
Producent leku weterynaryjnego przeznaczonego dla koni – iniekcji klenbuterolu pod nazwą handlową Ventipulmin® – wymienia następujące przeciwwskazania i interakcje:
- u klaczy oczekujących potomstwa podawanie klenbuterolu należy przerwać przynajmniej 2 dni przed planowanym porodem, ze względu na właściwości tokolityczne leku
- u klaczy karmiących potomstwo klenbuterol może przenikać do mleka matki
- klenbuterol maskuje objawy stanu zapalnego dróg oddechowych
- klenbuterolu nie należy podawać jednocześnie z innymi lekami sympatykomimetycznymi lub lekami rozszerzającymi naczynia krwionośne ze względu synergizm działania
- zastosowanie całkowitej narkozy u zwierząt leczonych klenbuterolem, może prowadzić do zaburzeń rytmu serca
- jednoczesne podawanie środków znieczulających miejscowo zwierzętom leczonym klenbuterolem, może prowadzić do zwiększenia efektów: wazodilatacyjnego i obniżającego ciśnienie krwi
- przy jednoczesnym podawaniu klenbuterolu i kortykosteroidu zwierzę musi znajdować się pod intensywną kontrolą i opieką lekarską.

## Doping w sporcie i inne zastosowania
Z uwagi na jego właściwości pobudzające i potencjalne wspomaganie wydolności dotleniania, jego zażywanie nie jest dozwolone sportowcom.
Klenbuterol jest stosowany nielegalnie i legalnie w kulturystyce oraz w sportach wyczynowych, z uwagi na swoje właściwości podobne do sterydów anabolicznych, chociaż chemicznie takim nie jest. Jest także popularny wśród kobiet zażywających go w celu zrzucenia masy i wyszczuplenia, bez ubocznej maskulinizacji.
Substancja ta została specyficznie wymieniona jako zakazana w Konwencji Antydopingowej ze Strasburga z 1989, w załączniku pt. „Nowa referencyjna lista zakazanych farmakologicznych klas środków i metod dopingujących”, w sekcji C, „Środki anaboliczne”. Nie została dozwolona nawet w przypadku inhalacji, w odróżnieniu od kilku innych wymienionych tamże wyjątków.
Wykrycie tego leku w organizmie zazwyczaj skutkuje wniesieniem oskarżenia o doping wydolnościowy i rokuje długoterminową dyskwalifikacją w dyscyplinach olimpijskich.
24 lipca 2008 amerykańska pływaczka Jessica Hardy została oskarżona o doping klenbuterolem, wycofana z reprezentacji USA na igrzyskach olimpijskich w Pekinie (2008) tuż przed wyjazdem na nie i obecnie podlega karze dwuletniego wykluczenia z udziału w zawodach. Jessica Hardy zaprzeczyła jakiejkolwiek wiedzy na temat klenbuterolu, utrzymując, że jeżeli użyła tego leku, to zrobiła to bezwiednie.
2 września 2008, reagując podobnie do Hardy, podejrzany o doping został polski olimpijski kajakarz Adam Seroczyński, który jednak wystartował w igrzyskach olimpijskich w Pekinie, gdzie w parze z innym zawodnikiem zajął czwarte miejsce w konkurencji K2 1000 metrów.
Przypadek dopingu klenbuterolem zdarzył się także w kolarstwie, w Tour de France w 1998: zawodowy kolarz z Uzbekistanu, Dżamolidin Abdużaparow, zakończył karierę sportową po takim oskarżeniu.

## Przypadki zatruć
Klenbuterol bywa nielegalnie podawany w ilościach przewyższających dopuszczalne normy zwierzętom tucznym, gdyż stwierdzono, że dawka 10-krotnie wyższa niż dawka terapeutyczna pobudza wzrost masy tkanki mięśniowej, jednocześnie ograniczając ilość tkanki tłuszczowej. W organach i tkankach zwierzęcia pozostają resztki substancji, które mogą prowadzić do zatrucia pokarmowego u ludzi spożywających ich mięso. Konsumpcja miejsca, w które zwierzęciu były podawane iniekcje, naraża na przyjęcie dużej ilości klenbuterolu.
We wrześniu 2006 roku ponad 330 ludzi w Szanghaju zatruło się zawierającym klenbuterol mięsem wieprzowym, pochodzącym od zwierząt, którym podawano lek, by uzyskać chudsze mięso. Pojedyncze przypadki podobnych zdarzeń w USA doprowadziły do ograniczenia stosowania klenbuterolu u koni. W przypadku terapeutycznego podania klenbuterolu przez lekarza weterynarii, producent leku – Boehringer Ingelheim – zaleca odczekać 28 dni przed dokonaniem uboju. W 1995 w Hiszpanii (Katalonii) zanotowano przypadki ostrych zatruć u osób, które spożyły wątrobę krów nielegalnie otrzymujących klenbuterol. Niektóre osoby musiały być hospitalizowane ze względu na zaburzenia rytmu serca i niepokojące objawy neurologiczne.